# 都司镇 (菏泽市)
都司镇，是中华人民共和国山東省菏泽市牡丹区下辖的一个乡镇级行政单位。
因镇政府驻地都司集得名。
宋朝时期（960－1279）有仲、马、石、朱四姓居住，明朝时名为徐友集，清初此地设都司都，改名都司集。后来镇政府驻地位于此，故名都司镇。
1959年以公社驻地改名都司人民公社，1983年12月17日改社建乡时，改建为都司乡，1996年2月撤乡建镇，改为都司镇，沿用至今。

## 行政区划
都司镇下辖以下地区：
都司村、北马庄村、教门庄村、葛黄庄村、白刘庄村、唐庙李庄村、黄堂村、尹楼村、西马垓村、宝珠口村、郭塘坊村、周楼村、纸坊村、靳楼村、郭堂李庄村、孔楼村、张楼村、李桥村、骆屯村、南刘庄村、周庄村、朱屯村和邵庄村。